# Prochodna
Prochodna (bułg. Проходна; pol. Przechodnia) – jaskinia krasowa zlokalizowana w północnej Bułgarii, w pobliżu miejscowości Karłukowo (Карлуково), w gminie Łukowit.
Jaskinia ma około 30 metrów wysokości i 20 metrów szerokości. Posiada formę tunelu, który przebija jedno ze wzniesień na wylot. Posiada liczne kotły stropowe, co świadczy o tym, że początkowo tworzyła się w strefie nasycenia. Dopiero gdy wytworzył się korytarz około 5-metrowej wysokości, jaskinia przeszła do strefy przejściowej. Obecne rozmiary jaskini zawdzięczać należy działalności erozyjnej (wgłębnej) podziemnego potoku. Pod koniec okresu przejściowego siła erozyjna tego potoku zmalała. Na dnie pozostały liczne świadki meandrowania w postaci stożków skalnych o wysokości do 12 metrów. W sierpniu 1957 jaskinię badała polska grupa speleologów podczas wyprawy bałkańskiej zorganizowanej przez Komisję Taternictwa Jaskiniowego Klubu Wysokogórskiego.